# Simone Klier
Simone Klier (* vor 1989 in Berlin) ist eine deutsche Filmeditorin.
Simone Klier wurde nach einem Praktikum in einem Kopierwerk als Schnitt-Assistentin tätig. Seit 1989 ist sie selbstständige Filmeditorin und arbeitet vor allem an Fernsehproduktionen. Ihr Schaffen umfasst mehr als 30 Produktionen.
Klier ist Mitglied im Bundesverband Filmschnitt Editor (BFS).

## Filmografie (Auswahl)
- 1996: Kondom des Grauens
- 1999: Die Bademeister – Weiber, saufen, Leben retten
- 1999–2013: Berlin – Ecke Bundesplatz (Dokumentarserie, 19 Folgen)
- 2001–2003: Wolffs Revier (Fernsehserie, zehn Folgen)
- 2004–2006: Typisch Sophie (Fernsehserie, 18 Folgen)
- 2010–2019: Ein starkes Team (Fernsehserie)
  - 2010: Dschungelkampf
  - 2011:  Blutsschwestern
  - 2013:  Prager Frühling
  - 2015:  Stirb einsam!
  - 2017:  Gestorben wird immer
  - 2017:  Familienbande
  - 2019:  Erntedank
  - 2019:  Tödliche Seilschaften
- 2011: Stankowskis Millionen
- 2012: Polizeiruf 110: Bullenklatschen
- 2012: Schlaflos in Schwabing
- 2013: Global Player – Wo wir sind isch vorne
- 2014: Winnetous Weiber
- 2014–2018: Mordkommission Istanbul (Fernsehserie, 8 Folgen)
- 2018: Die Heiland – Wir sind Anwalt (3 Folgen)
- 2019: Scheidung für Anfänger
- 2019: Auf dem Grund
- 2020: Martha und Tommy
- 2021: Sarah Kohr – Schutzbefohlen (Fernsehreihe)
- 2021: Sarah Kohr – Stiller Tod
- 2021: Das Weiße Haus am Rhein (Fernsehfilm)
- 2022: Theresa Wolff – Waidwund
- 2022: Solo für Weiss – Todesengel
- 2022: Du sollst hören
- 2023: In Wahrheit: Blind vor Liebe
- 2023: Stralsund: Tote Träume
- 2023: Solo für Weiss – Liebeswut
- 2024: Wendland: Stiller und das große Schweigen
- 2024: Wendland: Stiller und der rote Faden